# Katrine Gislinge
Katrine Gislinge (født 31. januar 1969) er en dansk koncertpianist. 
Hun begyndte at tage klaverlektioner i en alder af seks år. Efter at have taget sin eksamen i 1990 på Det Kongelige Danske Musikkonservatorium i København, studerede hun hos bl.a. Seymour Lipkin i New York, Boris Berman på Yale, og Peter Feuchtwanger i London. 
Katrine Gislinge har haft samarbejde med internationale musikere såsom violinisten Gidon Kremer, den tyske Petersen String Quartet, cellisten Jian Wang, cellisten Marc Coppey, fløjtenisten Emmanuel Pahud, violinisten Augustin Dumay og violisten Gérard Caussé. Hun har haft solokoncerter på internationale festivaler, såsom Festival Internacional Cervantino i Mexico, Le Festival de Radio France et Montpellier og Lockenhaus. Endvidere har hun været solist under ledelse af blandt andre Eri Klas, Hiroyuki Iwaki, Michael Schønwandt, Okko Kamu, Heinrich Schiff, Kurt Sanderling, Adam Fischer, Sylvain Cambreling og Gustavo Dudamel. 
I 1999 indspillede Katrine Gislinge cd'en Piano Works på Deutsche Grammophon og var dermed den første danske pianist til at udgive på dette mærke. Katrine Gislinge er kendt for at arbejde i det klassiske repertoire, herunder alle koncerter af Mozart og Beethoven. Men hun spiller også romantik: koncerter af Schumann, Chopin og Tjajkovskij. 
Katrine Gislinge har været jurymedlem ved internationale klaverkonkurrencer, – i 2006 og 2008 i Tivoli International Piano Competition. Hun har optrådt i flere tv-udsendelser og film, f.eks. i dommerpanelet ved DRs talentkonkurrence Spil for livet, i Smagsdommerne og Musikquizzen. 
Hun bor sammen med komponisten Bent Sørensen, og hun har to børn fra et tidligere ægteskab.